# Obrimus bufo
Obrimus bufo ist eine auf der philippinischen Insel Luzon heimische Gespenstschrecken-Art aus der Familie der Heteropterygidae.

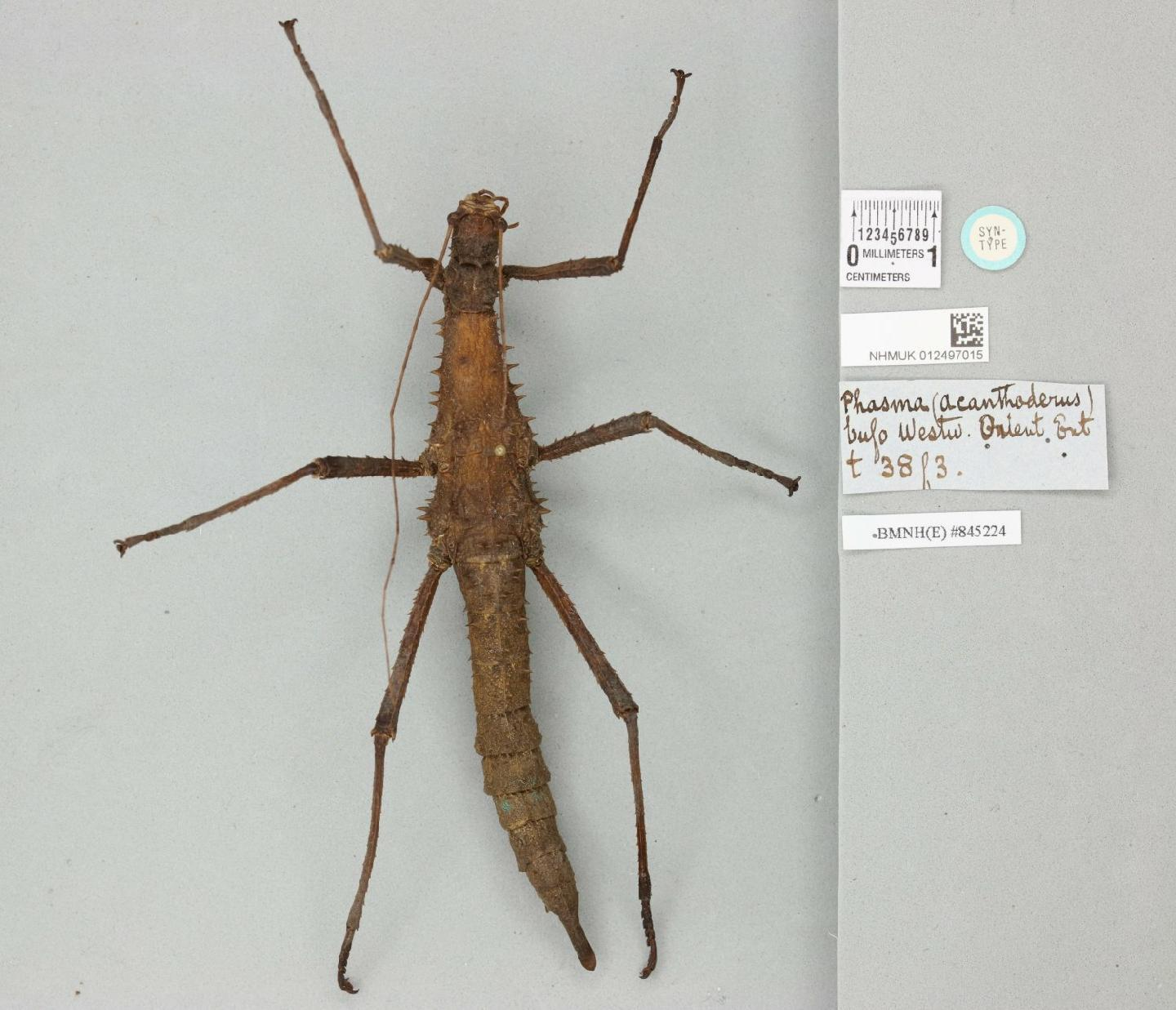
Weiblicher Syntypus aus dem NHM

## Merkmale
Obrimus bufo ist die größte Art der Gattung. Auch bei ihr sind die gattungstypischen Schlitze im Metasternums sehr schmal und kaum erkennbar. Die bisher bekannten Weibchen erreichen Längen zwischen 10,6 und 10,9 cm. Die Lebendfärbung ist nicht bekannt. Die Färbung der Sammlungsexemplare variiert zwischen Eisen-, Mittel und Ockerbraun, wobei das ockerbraune Tier einen olivgrünen Schimmer zeigt. Die Körperbestachlung der Weibchen ähnelt der, der kleineren und gedrungeneren Obrimus bicolanus. Von diesen unterscheiden sich die Obrimus bufo Weibchen durch das Vorhandensein von einem Paar kleiner, aber deutlicher, vorderen Stacheln auf dem Pronotum (anteriore Pronotale), das Fehlen  eines zweiten, hinteren Paars Stacheln auf den Terga II bis IV des Abdomens, sowie durch ein anders geformtes Präopercularorgan, das eine quer verlaufende und leicht doppelbucklige Schwellung am hinteren Rand des Sternums VII des Abdomens aufweist.
Die Männchen erreichen etwa 6,85 bis 7,3 cm Länge. Sie sind ebenso schlank und bestachelt wie die von Obrimus bicolanus. Von diesen unterscheiden sie sich dadurch, dass ihr Analsegments quer verbreitert und eher rechteckig ist. Sein hinterer Rand ist breiter, schwach zweilappig und weist je eine flache Grube in der Nähe jedes posteriorlateralen Winkels auf. Das Analsegment der Männchen von Obrimus bicolanus ist dagegen annähernd sechseckig.
Die Eier sind 5,3 mm lang, 3,0 mm breit und 3,8 mm hoch, bauchig und von typischer Form für die Gattung. Die Kapsel ist leicht gewölbt und zeigt die für Obrimus typische Quereinbuchtung am unteren Pol, welche die Eier dort doppelbuckelig erscheinen lässt. Die dorsale Oberfläche ist konvexer als die ventrale. Die Mikropylarplatte ist 3,9 mm lang und breit dreiarmig, umgekehrt T-förmig. Sie ist auffällig aufgeblasen und deutlich über die Kapseloberfläche erhaben. Der Deckel ist rund, flach und sitzt mit einem, zur ventralen Seite leicht abfallenden Opercularwinkel von etwa 15° auf der Kapsel. Bei Obrimus bicolanus ist dieser größer und beträgt 25° (Siehe auch Bau des Phasmideneies).

## Verbreitung
In der Erstbeschreibung werden als Fundort lediglich die philippinischen Inseln genannt. Später wird als Fundort Manila genannt und damit die Insel Luzon genannt. Die jüngeren, gesichert dieser Art zuzuordnenden Funde stammen aus der Provinz Ilocos Norte bzw. etwas ungenauer aus der Region Ilocos und damit aus dem Nordwesten Luzons.

## Systematik

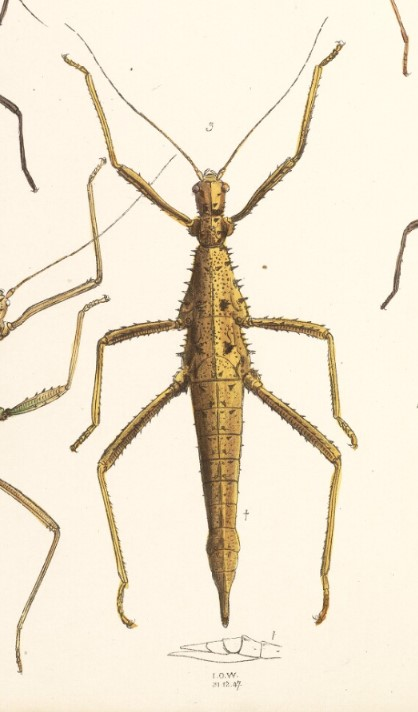
Darstellung aus der Originalbeschreibung von Westwood 1848

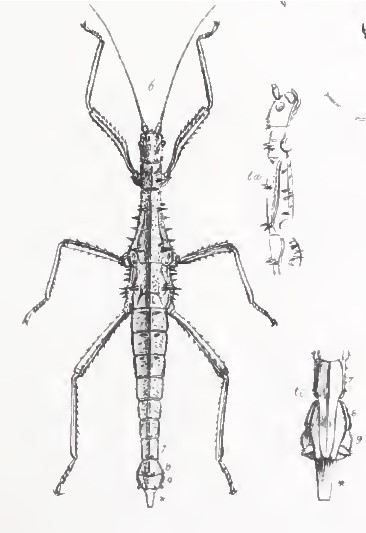
Darstellung einer weiblichen Nymphe aus Westwood 1859

John Obadiah Westwood beschreibt die Art 1848 als Phasma (Acanthoderus) bufo. Der gewählte Artzusatz „bufo“ (lat. und dort entlehnt für die Familie der Kröten (Bufonidae) bzw. die Gattung der Echten Kröten (Bufo)) wird nicht erklärt. Westwood bildet ein Weibchen ab und beschreibt insbesondere die Bestachelung. Die Beschreibung der Männchen reduziert er auf die Aussagen, dass diese kleiner und schlanker sind und dieselben Stacheln wie die Weibchen zeigen. Im Jahr 1859 überstellt er die Art wie viele andere in die nun als Gattung geführte, ehemalige Untergattung Acanthoderus. Auch hier beschreibt er die Weibchen und bildet ein Tier ab, von dem er vermutet, dass es sich um ein juveniles Weibchen handelt, schließt aber nicht aus, dass es auch ein Männchen sein könnte. Offensichtlich handelt es sich dabei um das Tier, auf welches sich die 1848 angehängte Kurzbeschreibung der Männchen bezieht. Obwohl James Abram Garfield Rehn und sein Sohn John William Holman Rehn bereits 1939 mit Unterstützung von Boris Petrovitch Uvarov herausgefunden hatten, dass es sich um ein juveniles Weibchen handelt, wurde der juvenile, weibliche Syntypus auf den sich diese Aussagen beziehen, teilweise noch bis in die 2020er Jahre als Männchen angesprochen.
Carl Stål überführte die Art im Jahr 1875 in die eigens für sie errichtete Gattung Obrimus, wodurch sie deren Typusart wurde. Auch Joseph Redtenbacher bearbeitete die Art 1906. Er ordnet die nur vom männlichen Holotypus bekannte Obrimus mesoplatus als Synonym zu Obrimus bufo und nutzt offensichtlich dessen Holotypus zur Beschreibung der Morphologie und Größe der Männchen. Er erwähnt Material aus seiner Sammlung, das aus Manila stammen soll. Das genannte Tier befindet sich heute im Naturhistorischen Museum Wien und zeichnet sich durch etwas ausgeprägtere Stacheln aus. Redtenbachers Synonymisierung von Obrimus mesoplatus wurde 1939 von Rehn und Rehn wieder zurückgenommen. Außerdem wiesen sie darauf hin, dass es sich bei Redtenbachers weiblichem Tier aus Manila sowohl um Obrimus bufo, als auch um die von ihnen neu beschriebene Obrimus uichancoi handeln könne.
Von den insgesamt vier Syntypen der Art ist ein Weibchen am Oxford University Museum of Natural History hinterlegt. Die zwei übrigen adulten, sowie das juvenile Weibchen werden am Natural History Museum in London aufbewahrt. Frank H. Hennemann wählte 2023 das Oxforder Weibchen als Lectotypus aus, da dieses offenbar das Tier ist, an dem Westwood die Art 1848 beschrieben hatte. Außerdem untersuchte er für die wissenschaftliche Bearbeitung der philippinischen Obrimini ein Pärchen der Art aus seiner Sammlung, welches von lokalen Sammlern am 8. Juni 2010 in der Provinz Ilocos Norte gefunden wurde und ein weiteres Pärchen, welches von Thierry Heitzmann und Albert Kang ebenfalls in der Ilocos-Region gesammelt wurde und im Museum für Naturwissenschaften in Brüssel hinterlegt ist. Diese Tiere sind die ersten Nachweise der Art seit deren Beschreibung und sowohl die Männchen, als auch ein aus dem Ovipositor entnommenes Ei werden erstmals beschrieben. Hennemann berichtet von fünf weiteren, in Brüssel hinterlegten Tieren, die Obrimus bufo zugeordnet werden. Ein Weibchen und drei Männchen stammen aus Santa Ana in der Provinz Cagayan und damit zwar, wie die Tiere aus Ilocos ebenfalls ganz aus dem Norden Luzons, aber von deutlich weiter östlich. Die Männchen sind viel schlanker, als die aus Ilocos. Ihr Mesonotum ist 5,4 x länger als breit. Bei den Männchen aus Ilocos ist es nur 4,2 x so lang wie breit. Ihr Mesonotum ist 3,25 x länger als das Pronotum. Bei den Exemplaren aus Ilocos ist es nur 2,75 x länger als das Pronotum. Das Weibchen ist lediglich grünlicher gefärbt, als die aus Ilocos. Ein weiteres Weibchen stammt aus der Provinz Isabela also deutlich weiter aus dem Süden. Es ist mit 11,4 cm größer als andern Exemplare. Ob diese Tiere tatsächlich zu Obrimus bufo gehören, konnte noch nicht geklärt werden.